# Loxocera malaisei
Loxocera malaisei är en tvåvingeart som först beskrevs av Frey 1955. Loxocera malaisei ingår i släktet Loxocera och familjen rotflugor.
Artens utbredningsområde är Myanmar. Inga underarter finns listade i Catalogue of Life.